# Joan Blaeu
Joan Blaeu  (Alkmaar, 23 de setembre de 1596 - Amsterdam, 28 de maig de 1673) va ser un destacat cartògraf holandès, fill del també cartògraf Willem Blaeu.

## Biografia
Es va doctorar en dret el 1620, encara que va preferir posar-se a treballar amb el seu pare. En 1635 van publicar el Novus Atlas (Theatrum orbis terrarum, sive, Atles novus) de 2 volums. Joan i el seu germà Cornelius es van fer càrrec del taller després de la mort del seu pare el 1638 i posteriorment Joan es va convertir en el cartògraf oficial de la Companyia Holandesa de les Índies Orientals. Va morir a Amsterdam el 21 de desembre de 1673. Està enterrat a Westerkerk .

## Mapes

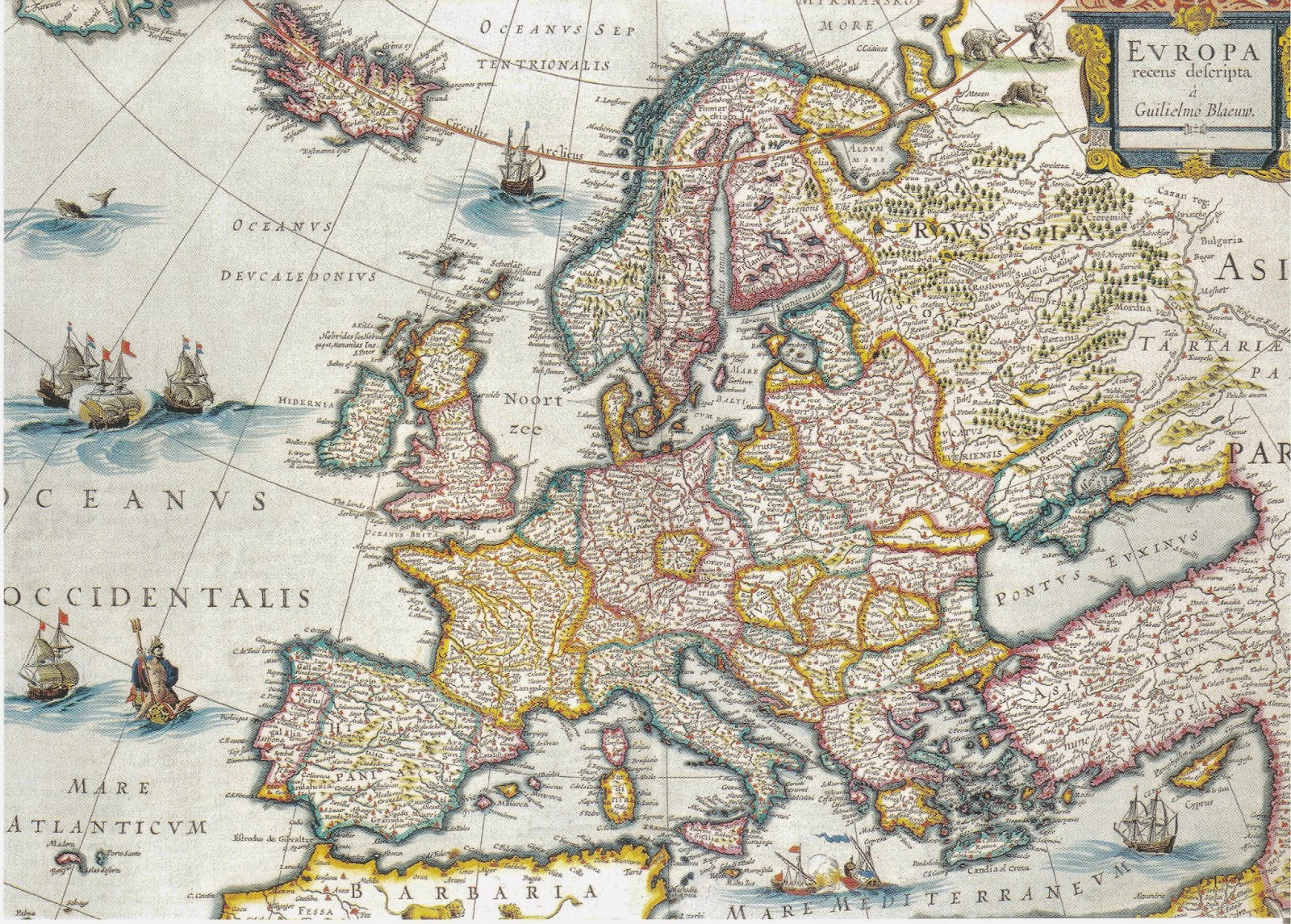
Mapa d'Europa, 1641

El mapa del món de Blaeu, Nova et Accuratissima Terrarum Orbis Tabula, que incorpora els descobriments d'Abel Tasman, va ser publicat el 1648. Aquest mapa va ser revolucionari, ja que "representa el sistema solar segons les teories heliocèntriques de Nicolaus Copernicus, que mostren el La terra gira al voltant del sol .... Tot i que el llibre innovador de Copèrnic Sobre les revolucions de les esferes va ser imprès per primera vegada el 1543, poc més d'un segle abans, Blaeu va ser el primer mapista que va incorporar aquesta teoria heliocèntrica revolucionària en un mapa del món. "
El mapa de Blaeu va ser copiat per al mapa del món situat al paviment del Groote Burger-Zaal del nou Ajuntament d'Amsterdam, dissenyat per l'arquitecte holandès Jacob van Campen (actual Palau Reial d'Amsterdam), el 1655.
La Hollandia Nova de Blaeu també es va representar a la seva revista Asiaticus de Archipelagus Orientalis publicada el 1659 a l'Atles Kurfürsten (Atles del Gran Elector). i utilitzat per Melchisédech Thévenot per produir el seu mapa, Hollandia Nova — Terre Australe (1664).
Com a Joan Blaeu, també va publicar el 12 volum "Le Grand Atlas, ou Cosmographie blaviane, en laquelle est exactement descritte la terre, la mer, et le ciel". Una edició està datada el 1663. Es tractava de foli (540 x 340 mm) i contenia 593 mapes i plaques gravades. El març de 2015, es va vendre una còpia per un import de 750.000 £.
Al voltant de 1649, Joan Blaeu va publicar una col·lecció de mapes de ciutats holandesos anomenats Toonneel der Steeden (Teatre de ciutat). El 1651 va ser elegit per al consell d'Amsterdam. El 1654 Joan va publicar el primer atles d'Escòcia, editat per Timothy Pont. El 1662 va reeditar l'Atlas Novus, atles mundial amb 11 volums, obra que es va conèixer com a Atlas Maior. El següent treball que tenia planejat fer era una cosmologia, però un incendi va destruir la impremta per complet el 1672.

## Galeria d'imatges

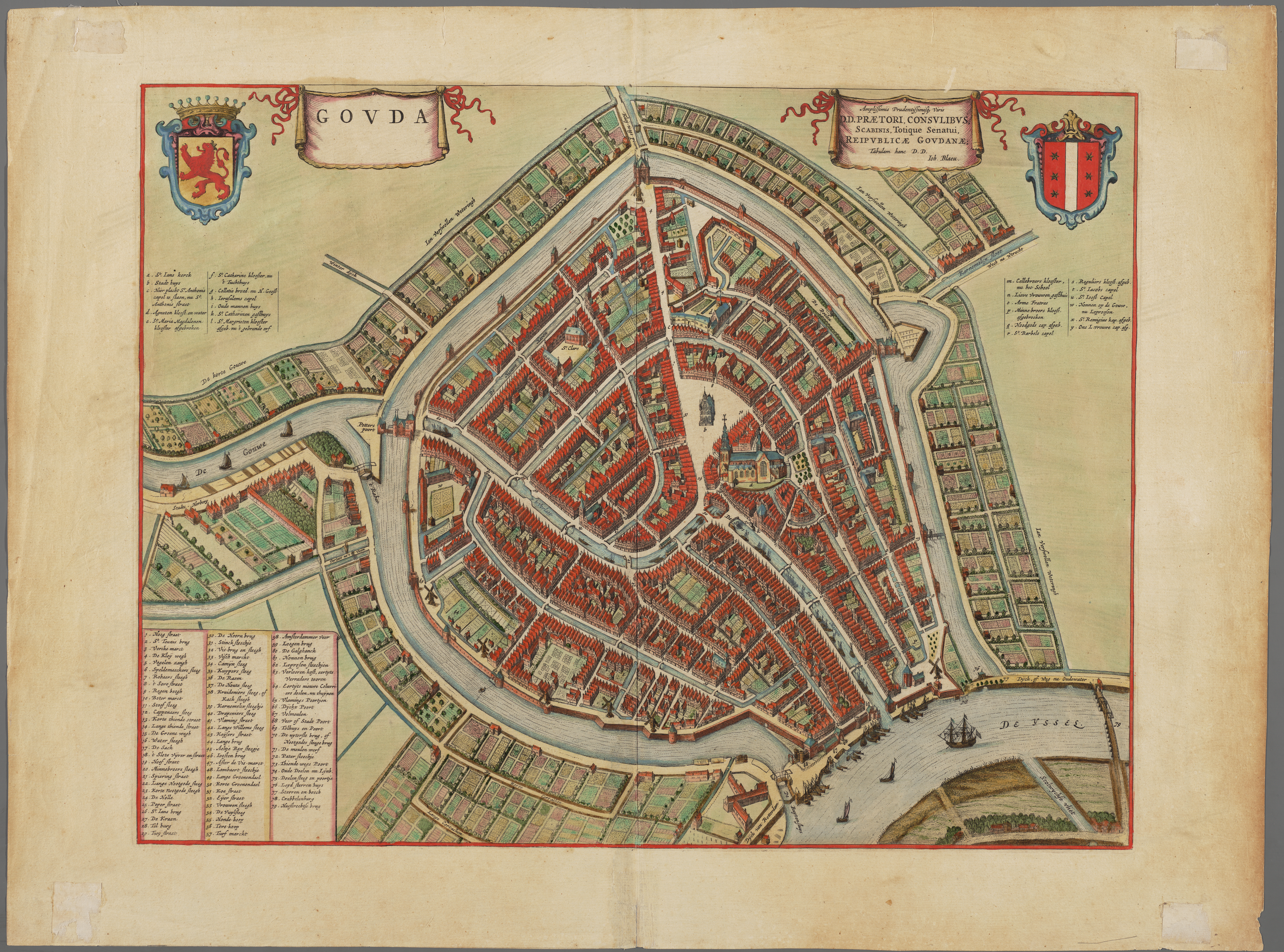
Centre de la ciutat de Gouda, ca. 1650
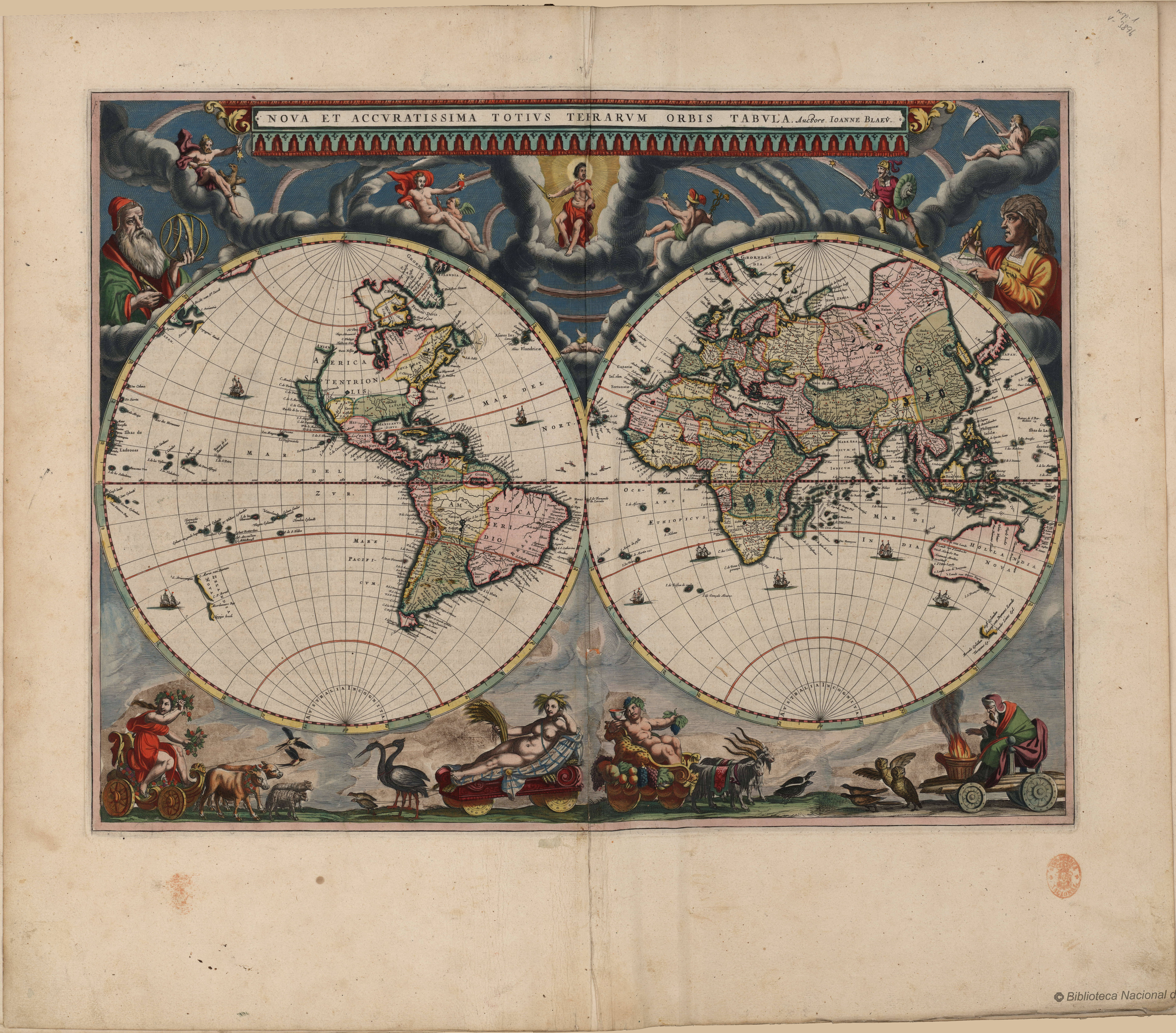
Nova et Accuratissima Terrarum Orbis Tabula (J. Blaeu, 1664)
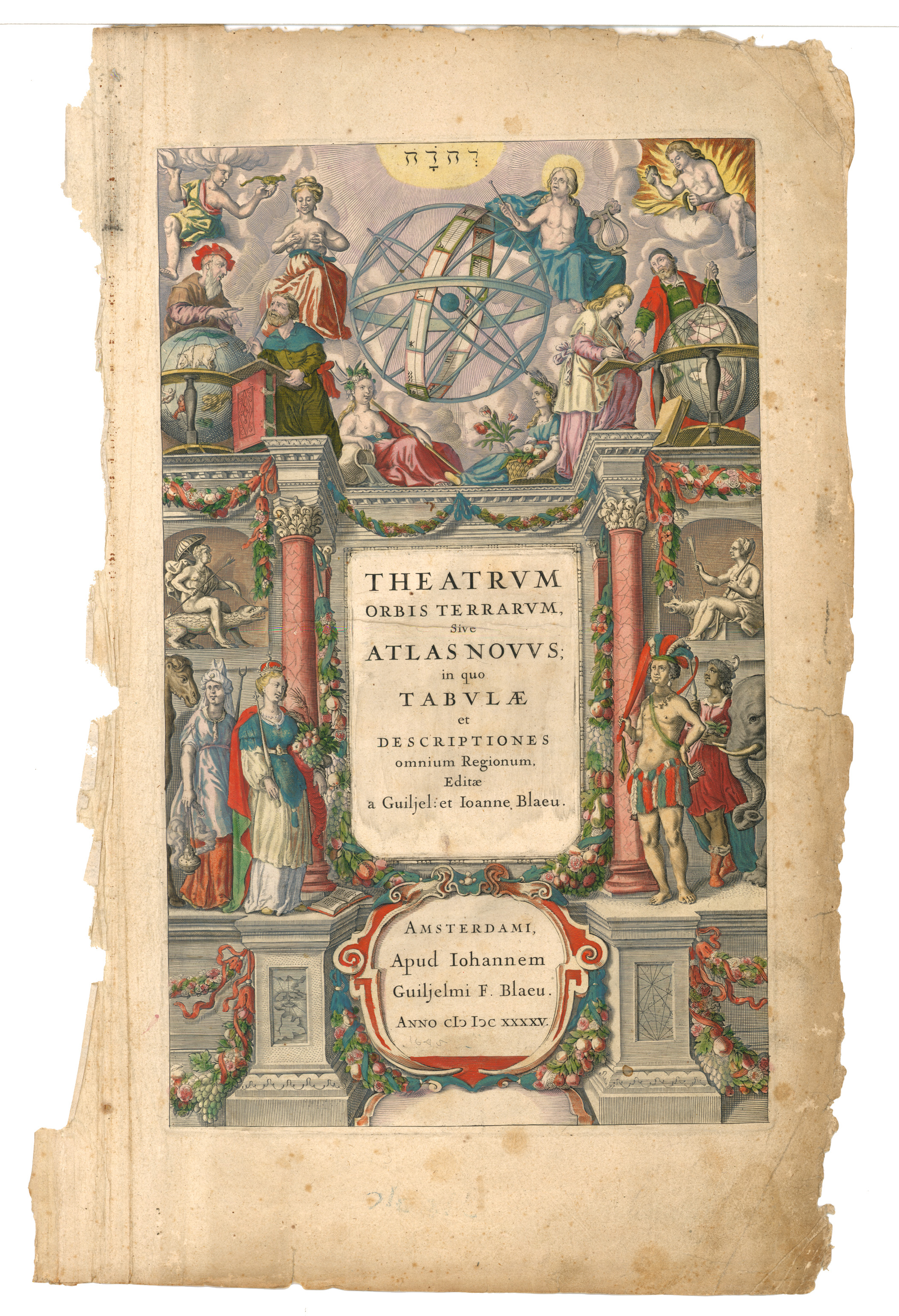
Portada de l'Atlas Novus
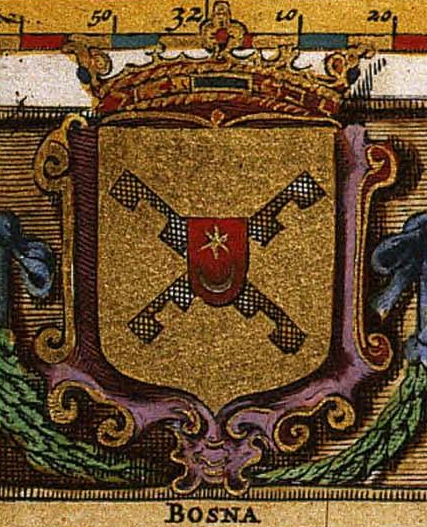
Escut d'armes del Regne de Bòsnia, il·lustrat per Blaeu
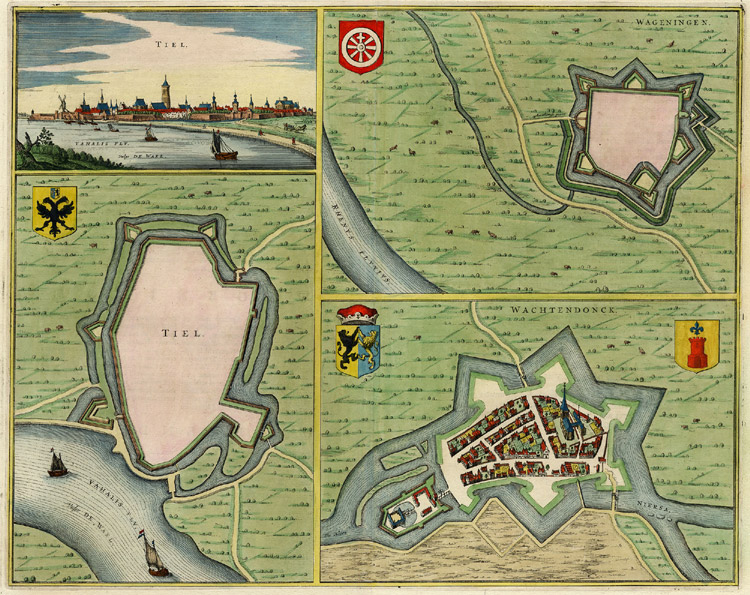
Wageningen, 1649 (J. Blaeu)
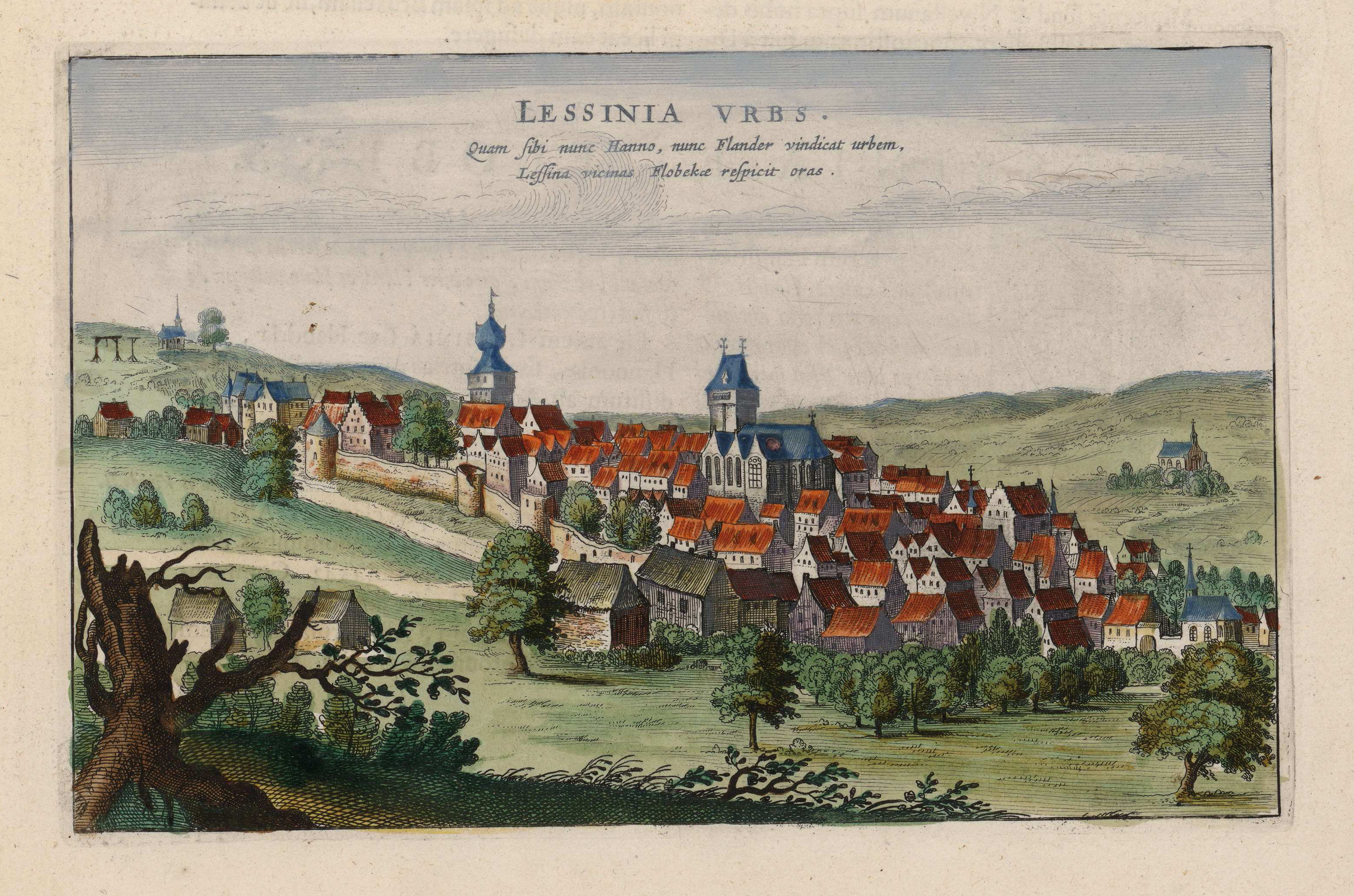
"Lessinia Vrbs", del llibre "Toonneel der Steden" per Joan Blaeu c. ± 1649 (Amsterdam)
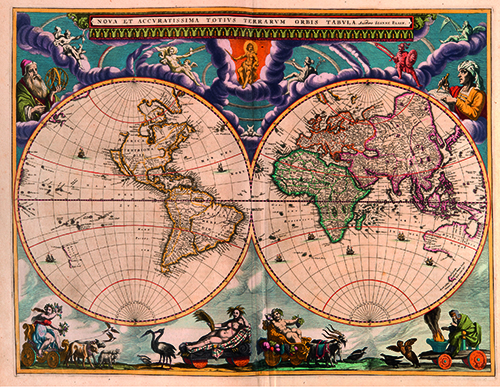
Atlas Maior, 1662, The Phoebus Foundation